# Sitre-In

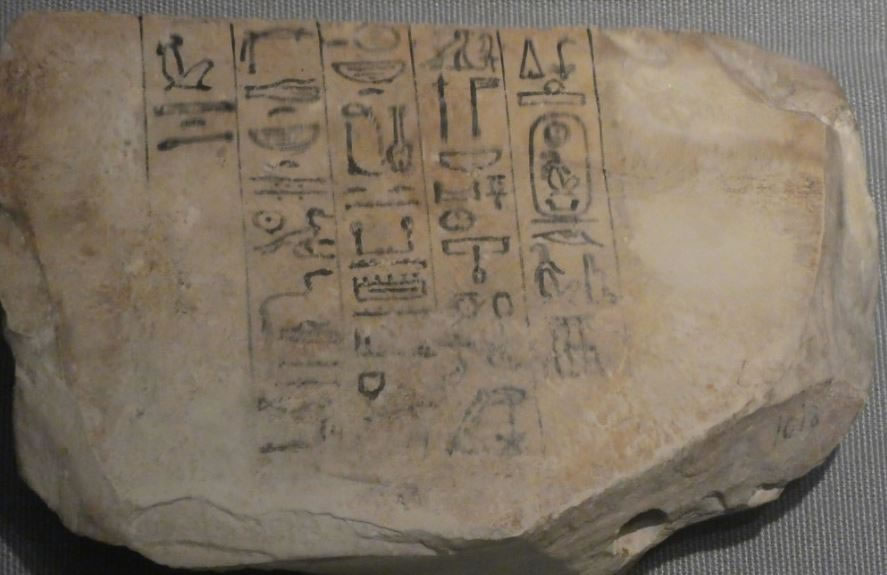
Ostrakon mit einem Text für eine Statue der Sitre-In

Sitre-In, oder auch nur In genannt, war die königliche Amme der Hatschepsut. Obwohl von nicht-königlichem Status wurde sie im Tal der Könige bestattet. Ihre Mumie, als KV60B bezeichnet, wurde in einem stark zerstörten Holzsarg in Grab KV60 gefunden, das in der Nähe von KV20 liegt, dem Grab der Hatschepsut und deren Vater Thutmosis I.
Die noch erhaltene Inschrift auf dem Sarg lautet „Große, königliche Amme, In, wahr an Stimme“ (wr šdt nfrw nswt Jn, m3ˁ-ḫrw – wer schedet neferu nisut, maa-cheru). Sarg und Mumie wurden 1906 von Edward R. Ayrton, der das Grab nach Howard Carter untersuchte, in das Ägyptische Museum in Kairo gebracht. In das Inventar des Museums wurde beides jedoch erst 1916 aufgenommen (TR24.12.16.1, SR 7/23510(b).
Im Rahmen eines Filmprojektes des Discovery Channel wurden 2007 unter Leitung von Zahi Hawass verschiedene Mumien aus dem Tal der Könige mittels Computertomographie untersucht, darunter auch die Mumie der Sitre-In. Diese und ihr Sarg befanden sich zwar im Ägyptischen Museum, mussten jedoch erst gesucht werden. Auch Fotografien waren bis zu diesem Zeitpunkt nicht vorhanden gewesen.
Den Untersuchungen zufolge wurde sie sehr sorgfältig mumifiziert und in feines Leinen gewickelt. Ihre Körpergröße wurde auf etwa 1,50 m berechnet. Den im Sarg gefundenen Haaren zufolge hatte sie langes, rotes, gewelltes Haar. Zu eventuellen Krankheiten oder zur Todesursache wurden keine Angaben gemacht. Sitre-In ist außerdem von einer in Deir el-Bahari gefundenen Sandsteinstele (JE 56264) bekannt, die sich heute im Ägyptischen Museum in Kairo befindet. Diese Stele zeigt die Amme mit der jungen Hatschepsut auf ihrem Schoß, die allerdings eher als „kleine Erwachsene“ denn als Kind dargestellt ist.
Die Mumie der Amme Hatschepsuts sowie die ebenfalls in KV60 gefundene und als KV60A bezeichnete Mumie, die als die der Hatschepsut angesehen wird, sind heute im Ägyptischen Museum Kairo ausgestellt.